# Evangeličanska cerkev, Puconci
Evangeličanska cerkev v Puconcih je v cerkveni občini Puconci in v istoimenski občini.

## Zgodovina do gradnje cerkve
Možnost širitve evangeličanske vere v naših krajih je bila dana v času razsvetljenstva z izdajo tolerančnega patenta Jožefa II. leta 1781. S tolerančnim patentom je bila tako dana svoboda vsem verskim skupnostim in odvzet je bil primat ene same cerkve. 
Vendar vseeno ni teklo vse tako gladko, kajti v vrhovih ogrske cerkvene uprave, kamor je spadalo Prekmurje, je bilo veliko nerazumevanja. Po uradni objavi cesarskega patenta na župnijski ravni so slovenski luterani v večjih prekmurskih naseljih takoj povzeli potrebne korake za odobritev javnega bogoslužja in vzpostavitvi molilnic. 
Vendar so dobili dovoljenje šele po dveh letih (1783), in sicer tri prve novo - organizirane cerkvene občine v Puconcih, Križevcih in na Hodošu. Na Ogrskem in v Prekmurju pa je vse šele zaživelo po deželnem zboru leta 1791, s sprejetjem posebnega zakonskega predpisa, ki je vzpostavil samoupravo protestantskih veroizpovednih skupnosti. Ukinjena pa je bila tudi katoliška cerkvenopravna oblast nad evangeličanskimi krajani in duhovniki. V bogoslužje pa je bil na podlagi Luthrovega tolmačenja božje besede uveden materinski slovenski jezik.

## Začetki cerkvenega življenja
Takratno cerkveno življenje je bilo povezano z velikimi žrtvami in odrekanji.
Tolerančni patent je zahteval, da mora biti cerkev zgrajena v enem letu, sicer je ne smejo uporabljati.
Versko življenje se je začelo po 50 letih preganjanja v gospodarskem poslopju Jakoba - Ferenca Kuharja v Puconcih. Tu je   12. oktobra 1783 opravljena prva božja služba, ki jo je opravil Miháo Bakoš, prvi križevski duhovnik. Tega dne je zabeležen tudi prvi krst.

## Zgodovina cerkve
Temeljni kamen za novo cerkev je bil položen leta 1. aprila 1784, posvečan pa je bila 8. decembra.
Zemljišče za cerkev, šolo in župnišče jim je na prošnjo vernikov podaril grof Bathany. Prostor za pokopališče pa jim je podarila grofovska družina Szapary. 
Stolp cerkve je bil sezidan leta  1795. Nabavljena pa sta dva zvona. To je bilo dovoljeno z zakonom cesarja Leopolda II. (do takrat je lahko namestila zvonove samo katoliška cerkev). Prvi duhovnik cerkve je bil pesnik Blaž Berke.
Leta 1817 je bilo sezidano novo župnišče, leta 1822 pa gospodarsko poslopje. Šola je bila zgrajena leta 1860. 1877 je nabavljen tretji zvon. 
Cerkveni stolp je bil renoviran leta 1902, stolpna ura pa je bila nabavljena leta  1903. 
Leta 1909 pa je bilo renoviranje cerkve - tako notranjosti kot zunanjosti. Cerkev je tedaj dobila sedanjo podobo. Na četrto adventno nedeljo je bila blagoslovitev, ki jo je opravil škof Ferencz Gyuratz. V času prve svetovne vojne sta bila zaplenjena dva zvona, nova so nabavili leta 1921. Sedanje župnišče je bilo zgrajeno leta 1922/23.
Posebnost v notranjosti je balkon (kor), ki je brez podpornih stebrov. Baročni oltar je kupljen leta 1784, prižnica je nad oltarjem, kar pomeni, da je pridiga najpomembnejši del evangeličanskega bogoslužja. Pnevmatične orgle so iz leta 1856.

## Spominski steber
V spomin na prvo božjo službo so leta 1933 (ob 150 letnici) postavili spominski steber.
Leta 1983 je cerkvena občina praznovala 200 - letnico obstoja in 500 - letnico rojstva 
Martina Luthra.

## Spominsko obeležje - Spametnost
Pri cerkvi je postavljeno spominsko obeležje Spametnost, ki je posvečeno reformaciji na naših tleh.

## Duhovniki
- Balaž Berke 1784 - 1788
- Mikloš Kuzma 1788 - 1798
- Adam Malčič 1798 - 1805
- Ferenc Xaver Berke 1805 - 1841
- Aleksander Terplan 1843 - 1858 (kaplan 1838 - 1841)
- Rudolf Cipot 1858 - 1901
- Julij Porkolab 1901 - 1913
- Adam Luthar 1913 - 1971
- Evgen Balažic 1971 - 2013
- Katja Ajdnik 2013 -

## Inšpektorji
- Pavel pl. Ajkay 1838 (sodnik županijske table Železne in Šopronske županije)
- Jožef pl. Berke 18?? - 18?? (odvetnik, ogrski poslanec, veleposestnik)
- Mihael pl. Berke 18?? - 1895 (veleposestnik, blagajnik in inšpektor soboške gmajne)